# 阿克賽河 (阿克塔什河支流)
阿克賽河是俄羅斯的河流，屬於阿克塔什河的左支流，由車臣共和國和達吉斯坦共和國負責管轄，河道全長144公里，流域面積1,390平方公里，河水主要來自地下水。